# 二間塚古墳
二間塚古墳（ふたまづかこふん）は、兵庫県丹波市春日町多利にある古墳。形状は前方後円墳。兵庫県指定史跡に指定されている。

## 概要
兵庫県中部、竹田川東岸の山麓台地縁辺に築造された古墳である。一帯では本古墳のほか多くの円墳が分布する。現在までに墳丘裾部は削平を受けている。
墳形は前方後円形で、前方部を南南東方向として、墳丘側面を竹田川側に向ける。埋葬施設は未調査のため明らかでないが、かつて発掘されて石室が発見されたと伝わる。副葬品も詳らかでない。築造時期は古墳時代中期-後期の5世紀後半-6世紀初頭頃と推定される。
古墳域は1983年（昭和58年）に兵庫県指定史跡に指定されている。

## 墳丘

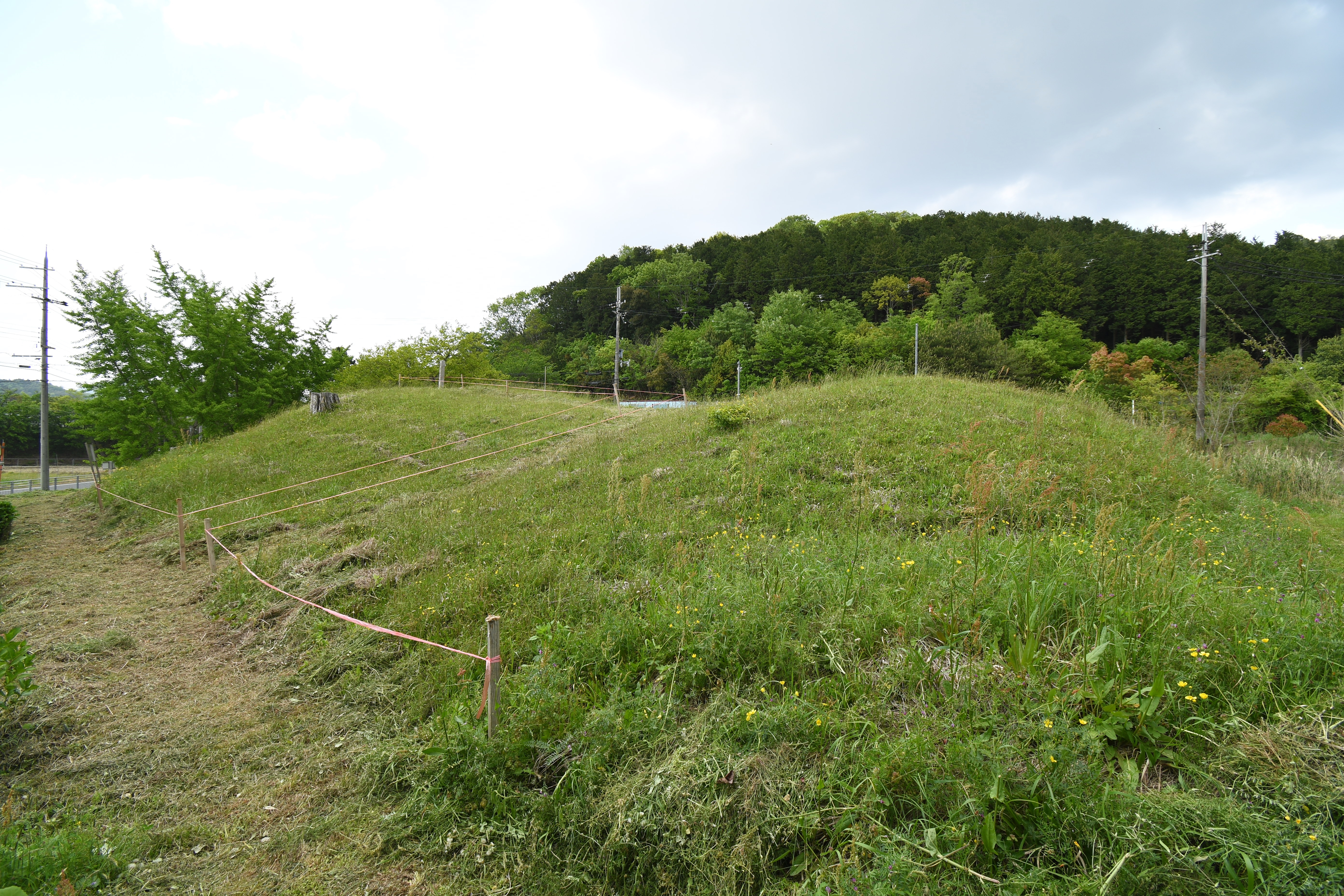
墳丘右に前方部、左奥に後円部。

墳丘の規模は次の通り。
- 墳丘長：34メートル
- 後円部 直径：20メートル
- 前方部 幅：15メートル

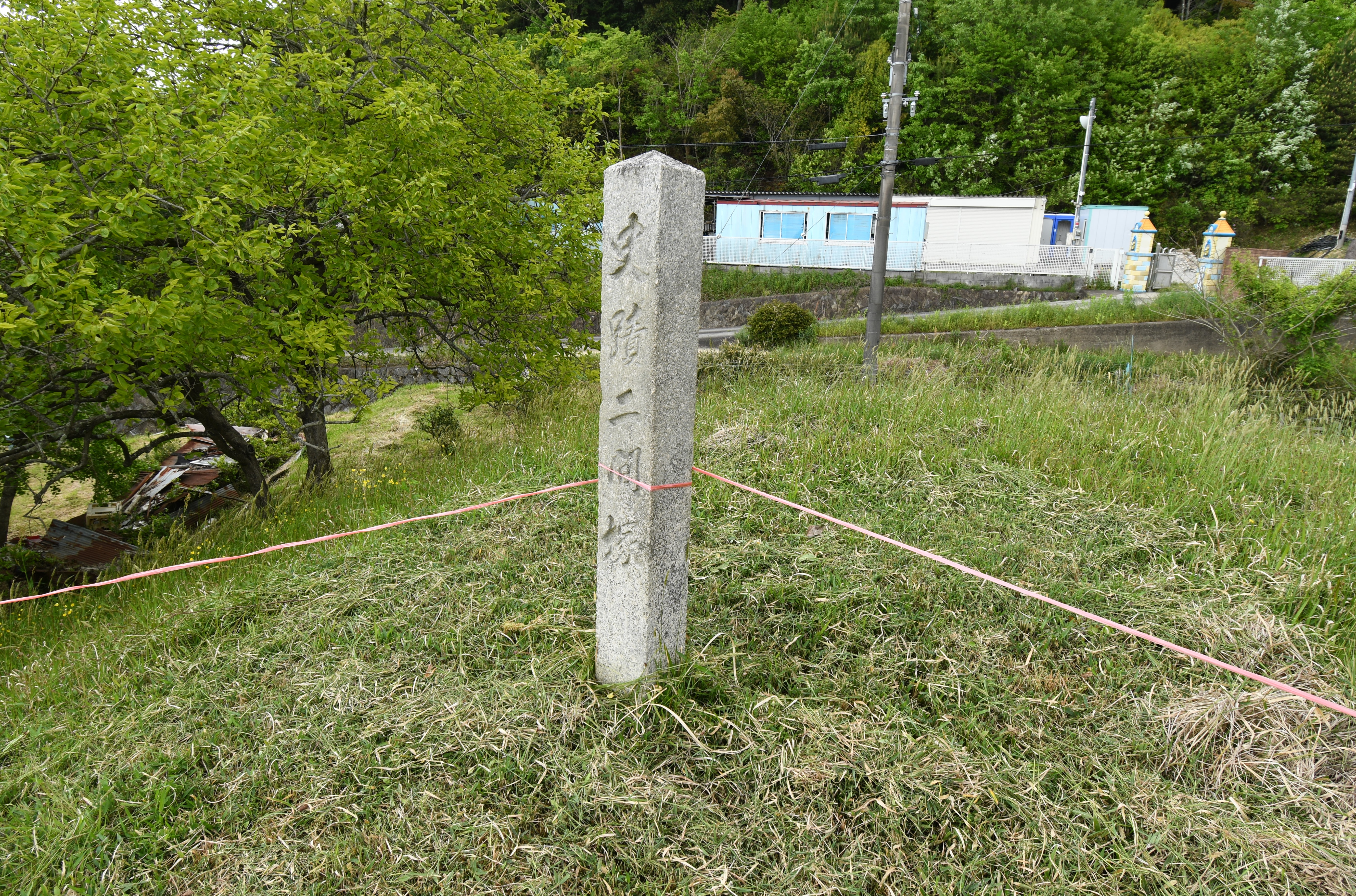
後円部墳頂
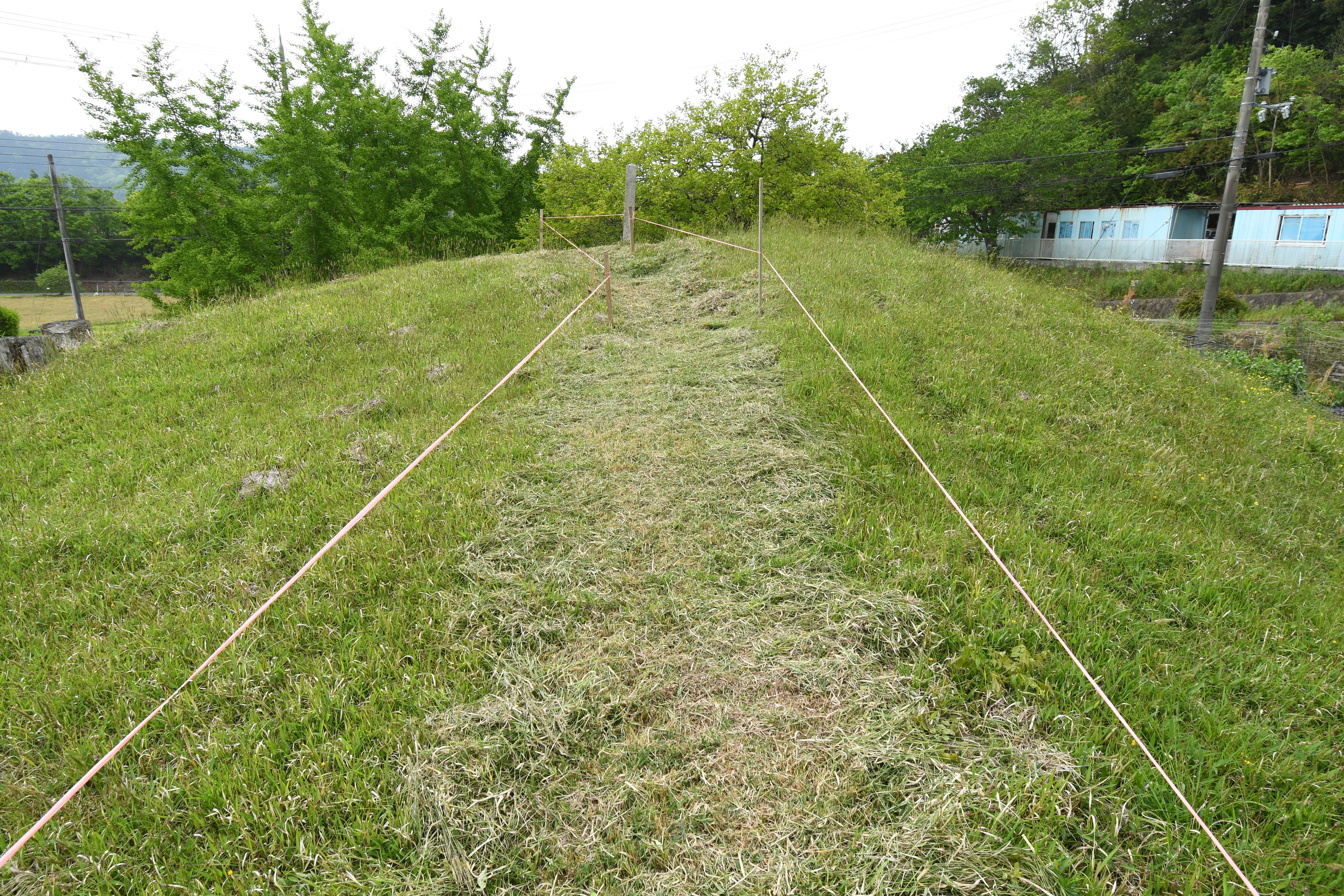
前方部から後円部を望む
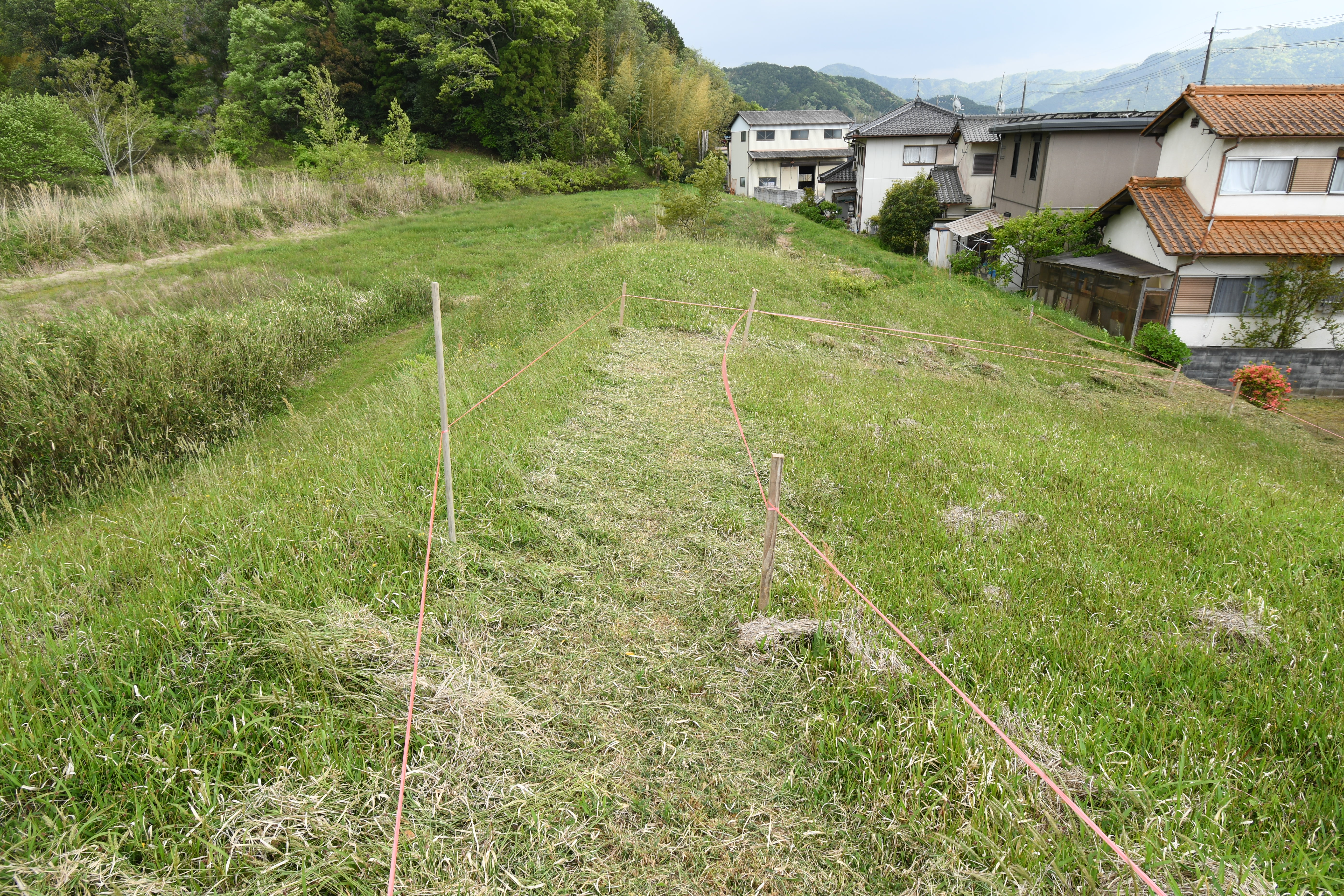
後円部から前方部を望む

## 文化財

### 兵庫県指定文化財
- 史跡
  - 二間塚古墳 - 1983年（昭和58年）3月28日指定。